# Kim Sjøgren
Kim Sjøgren (født 17. december 1955 i Nakskov) er en dansk violinist, professor i violin og kammermusik på Det Jyske Musikkonservatorium. 
Sjøgren som er opvokset i Bryrup begyndte at spille på en lille harmonika, da han var to år, men skiftede til violin undervist af sin mor. Han var tre år gammel da han stod på en scene for første gang. Da han var 12 år, blev han optaget på Det Jyske Musikkonservatorium på dispensation af daværende kulturminister Bodil Koch og sluttede skolen efter 8. klasse. På Musikkonservatoriet studerede han hos Henrik Reinholdt Sachsenskjold og Tutter Givskov frem til 1974. 
Kun 17 år gammel debuterede han som solist i Marselisborghallen i Aarhus og studerede derefter i udlandet, 1974-1975 i Prag i Tjekkoslovakiet hos professorerne Marie Hlouňová og Pegelsky, i 1976-1977 i Bukarest i Rumænien hos Stefan Gheorghiu og i 1980 efter anbefaling fra Isaac Stern, som ikke selv havde tid, hos koncertmester Joseph Silverstein i Boston i USA. 1977 blev han ansat i Det Kongelige Kapel, hvor han blev koncertmester som 22-årig, den yngste i kapellets historie. Han forlod Det Kongelige Kapel i 1991 for at koncentrere sig om en solokarriere.
Sjøgren har indspillet Mozarts violinkoncerter, Vivaldis De fire Årstider og Beethovens Violinkoncert, og sammen med guitaristen Lars Hannibal som Duo Concertante lavet en række CD'er med danske sange, Paganini og Sarasate. I 1997 dannede han sit eget "Kim Sjøgren and his The Little Mermaid Orchestra" som foruden Kim Sjøgren består af unge kvindelige musikere, fra Det Jyske Musikkonservatoriets solistklasse, Det kongelige Kapel, samt fra Radiosymfoniorkestret. Han er også medlem af Københavns Kammertrio. Han optræder flittigt i det meste af verden både som klassisk solist og som stand-up entertainer, han og skuespilleren Tommy Kenter lavede et show på ABC Teatret, som de året efter turnerede ude i landet med sammen. Sjøgren har optrådt med samtlige symfoniorkestre i Danmark, komponeret musik til film/TV og teater og optrådt som revyskuespiller, ligesom han i 1980'erne medvirkede i to mindre roller som filmskuespiller. 
Ved det danske Melodi Grand Prix 1991 nåede han en tredjeplads med sangen Din musik, min musik (tekst: Keld Heick), sunget af Birthe Kjær. Han har også spillet sammen med flere popkunstnere på adskillige CD'er - bl.a.  Anne Linnet, Sebastian og DJ Aligator.
I 2004, blev han udnævnt til professor i violin og kammermusik på Det Jyske Musikkonservatorium.
Kim Sjøgren har igennem årene modtaget adskillige priser - bl.a. LO's kulturpris, Jacob Gades Legat, Peder Møllers Musikpris og Musikanmelderens Kunstnerpris.
Sjøgren er søn af musiker Edmund Sjøgren og hustru musik- og dansepædagog Adelheid Skov Nielsen. Han er far til fire børn.

## Diskografi
Kim Sjøgren kan han høres på mere end et halvt hundrede musikindspilninger med alt fra Melodi Grand Prix til Mozart. 
Denne liste er ufuldstændig; hjælp gerne med at udfylde den.
- Kim Sjøgren og Randers Kammerorkester: Saxo Concerto
- Kim Sjøgren: Den Danske Sang
- Kim Sjøgren: Kongeligt Julebal
- Kim Sjøgren: Kongeligt Julebal 2
- Kim Sjøgren: Kim Sjøgren spiller Svend Asmussen
- Kim Sjøgren and his Little Mermaid Orchestra: Salut d'amour (2000)
- Kim Sjøgren and his Little Mermaid Orchestra: Für Elise (2005)
- Kim Sjøgren and his Little Mermaid Orchestra: La Primavera (1991)
- Kim Sjøgren: Beethoven - Violinkoncert (2009)
- Kim Sjøgren: Golf Kanalen
- Kim Sjøgren: Channel Golf...Off Course!
- Kim Sjøgren og Svend Novrup: At rejse er at leve
- Kim Sjøgren: I skovens dybe stille ro
- Kim Sjøgren: Over the Rainbow (Alletiders filmklassikere, 1999)
- Sebastian: Tiderne Skifter
- Lars Hannibal, Kim Sjøgren, Birthe Kjær: Dansk Filmmusik - på vores måde (1997)[3]

## Filmografi
- 1987 Babettes gæstebud
- 1988 Himmel og helvede
- 1991 Høfeber (som solist)